# Grec jònic

Les colònies gregues antigues i els seus dialectes a la Magna Graecia.
Grec del NO
Acadi
Dòric
Jònic

El jònic (grec antic: Ἰώνιος, Iônios) era un dialecte del grup dialectal àtic-jònic del grec antic. Aparentment es va estendre originalment des de la Grècia continental a través de l'Egeu durant l'etapa de les invasions dòriques, al voltant del segle XI aC.

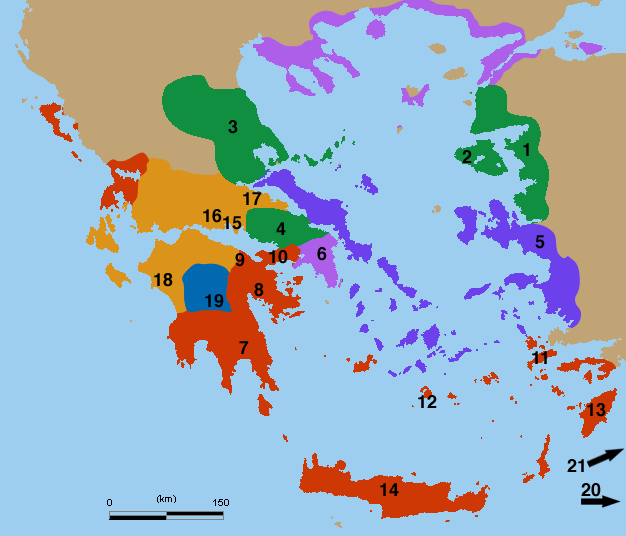
Dialectes del grec antic
En violat fosc, domini del grec jònic.
En violat clar, el de l'àtic, estretament relacionat

Cap al final de l'edat fosca grega al segle viii aC, la Jònia pròpiament dita la formaven la costa occidental de l'Àsia Menor i les illes de Quios i Samos. El grec jònic es parlava també a les illes de l'Egeu central i a la gran illa d'Eubea, al nord d'Atenes. Aviat es va estendre, gràcies a la colonització jònica, cap a àrees del nord de l'Egeu, el mar Negre i el Mediterrani occidental.
Se sol dividir el dialecte jònic en dos períodes principals: el grec jònic vell i el grec jònic nou. El punt exacte de transició es desconeix, però una bona aproximació seria el 600 aC.
Les obres d'Homer (la Ilíada, l'Odissea i els himnes) i les d'Hesíode van ser escrites en un dialecte literari anomenat grec homèric o grec èpic, consistent en gran part de vell joni amb manlleus dels subdialectes de l'eoli que confrontaven pel nord. El poeta Arquíloc va escriure en grec jònic vell.
Els autors més famosos en nou joni són Heròdot i Hipòcrates.

## Diferències respecte al grec àtic clàssic
"Àtic clàssic" és, juntament amb "atenenc clàssic" i "grec clàssic", la denominació que es dona al dialecte del grec antic que es parlava a l'Àtica, la zona que envoltava i incloïa la ciutat d'Atenes, entre els segles V i IV aC.
- En grec iònic, en gairebé totes les paraules es dona en canvi d'alfa llarga cap a eta, mentre que en àtic no es dona darrere d'eta, iota o ro. Per exemple, νεηνίης "persona jove" (cf. àtic νεανίας.) Sovint l'eta o l'òmicron simples de l'àtic apareixen com a diftongs en jònic. Per exemple κούρη "noia jove" (cf. àtic κόρη), πείρας "final, vora" (cf. àtic πέρας.)
- En molts casos el joni va transformar el so labiovelar /kw/ en /k/, en comptes de en /p/, davant vocals velars: ὄκως "igual (que)" (cf. àtic ὅπως). Divergències similars en l'evolució de /kw/ es van donar també en la branca celta (celta-P/celta-Q) i en la itàlica (llatí/osc.)
- El joni contreia vocals consecutives amb menys freqüència que l'àtic: γένεα /ge.ne.a/ "família" (cf. àtic γένη /ge.ne/.)
- En l'àtic clàssic tardà, el "ss" jònic apareix com a "tt": τέσσαρες "quatre" (cf. àtic τέτταρες.)
- El joni tenia un ordre de l'oració molt analític, potser el que més entre els dialectes del grec antic. A més la morfologia del substantiu i del verb no tenia formes duals.
- En algunes paraules, l'aspiració inicial de l'àtic no estava present en el jònic, en un fenomen anomenat "psilosi": ἴκκος /ikkos/ "cavall" (cf. àtic ἵππος /hippos/.) Segurament aquesta aspiració va acabar desapareixent del tot en l'evolució del jònic.